# Szatmárhegy
Szatmárhegy település Romániában, Szatmár megyében.

## Fekvése
Szatmárnémetitől délre, Erdőd keleti szomszédjában fekvő település.

## Története
Szatmárhegy nevét a XIII. században már említették, mint a Szatmárhoz tartozó szőlőhegyet.
1703-ban a Rákóczi-szabadságharc idején a Szatmárnémeti körül folyó kuruc-labanc csatározások alatt felégetett város lakossága ide menekült, és itt a szőlőhegyeken húzódott meg. A lakosságból sokan a harcok elmúlta után végleg itt telepedtek le, nem költöztek vissza Szatmárra.
A XVIII. század elején aztán a megszaporodott lakosságú Szatmárhegyet önálló településsé nyilvánították.
A lakosság száma a szabadságharc után Károlyi birtokká lett Erdőd sváb telepítésekor tovább növekedett, ugyanis az erdődi magyar lakosság egy része is ide telepedett át.
A második világháború idején, 1944-ben Szatmárnémeti bombázásakor a lakosság egy része ismét ide menekült, és később ide is telepedett.
A több kisebb-nagyobb dombra épült Szatmárhegy mindig híres volt szőlő- és gyümölcstermesztéséről, és máig sok szatmári család épít itt nyaralót magának.
A 2002-es népszámlálási adatok alapján a falunak 2059 lakosa volt. Szatmárhegy mára már községközpont is, melyhez több település: Résztelek, Csonkástelep, Meddes és Tyirákpuszta is tartozik.

## Nevezetességek
- Református temploma - 1839 és 1857 között épült.
- Görögkatolikus temploma - 1894-ben épült fel.

## Híres emberek

### Itt született
- Páskándi Géza (1933-1995) költő, dráma- és prózaíró itt született a településen.

Szobrát 2003-ban állították fel a településen, mely Erdei István szobrászművész alkotása.
Egykori szülőháza helyén épült házon ma emléktábla található.

### Itt élt
- Krüzselyi Erzsébet költönő életének utolsó éveiben[1]